# Bruno Balscheit
Bruno Ernst Otto Balscheit (* 22. Oktober 1910 in Insterburg; † 8. Oktober 1993 in Läufelfingen, anderer Ort: Liestal) war ein Schweizer evangelischer Geistlicher und Politiker.

## Leben
Bruno Balscheit war der Sohn des Textilkaufmanns Friedrich Otto Julius Balscheit und dessen Ehefrau Martha Emma (geb. Neumann).
Er belegte an der Universität Königsberg sowie an der Kirchlichen Hochschule Bethel ein Theologiestudium; in Bethel hörte er Vorlesungen bei Wilhelm Vischer.
Aus Protest gegen den um sich greifenden Nationalismus verließ er 1931 Deutschland und wurde 1933 Gemeindepfarrer in Fuldera, Tschierv und Lü im Kanton Graubünden in der Schweiz, bevor er von 1937 bis 1975 Pfarrer in Läufelfingen wurde; dort erhielt er 1942 das Bürgerrecht. In seiner Tätigkeit als Pfarrer war er nicht nur seelsorgerisch tätig, sondern gab auch Religionsunterricht an verschiedenen Gymnasien, seit 1970 war er Ehrendozent für Religionsgeschichte und nichtchristliche Religionen an der theologischen Fakultät der Universität Basel.
Er beendete 1934 (anderes Datum: 1938), sein Theologiestudium an der Universität mit einer Promotion zum Dr. theol.; seine Forschungsschwerpunkte waren Altes Testament, Judentum, orientalische Sprachen und Kulturen sowie nichtchristliche Religionen. Er setzte sich für den Dialog mit dem Judentum und mit Israel ein und beschäftigte sich später auch mit den anderen nichtchristlichen Weltreligionen. Er war schriftstellerisch tätig und veröffentlichte Publikationen zum Alten Testament, dazu war er auch von 1948 bis 1951 Redakteur der Zeitschrift Neue Wege – Zeitschrift des Religiösen Sozialismus, die sich mit Spiritualität, theologischen und ethischen Fragen, Kommentaren zu globalen Herausforderungen und innenpolitischen Themen beschäftigte.
Er war Mitglied der Theologischen Konkordatprüfungsbehörde, die Studierende auf ihre theoretischen Fähigkeiten in der Mitte und zum Ende des Studiums hin prüfte; die Behörde existierte bis Ende 2003 und unterstand dem Konkordat über die Zulassung reformierter Pfarrer.
Bruno Balscheit war in erster Ehe seit 1933 mit Dora Frieda Liselotte (geb. Bola) und seit 1968 in zweiter Ehe mit der Pfarrerin Margrit Dorothea (geb. Cleis) aus Buckten verheiratet.

### Politisches Wirken
Bruno Balscheit engagierte sich in religiös-sozialen und politischen Fragen, war von 1947 bis 1967, als Mitglied der Sozialdemokratischen Partei der Schweiz (SP), Baselbieter Landrat und in dieser Zeit von 1958 bis 1959 Landratspräsident. In seiner parlamentarischen Arbeit beschäftigte er sich schwerpunktmässig mit den Baselbieter Mittelschulen mit Seminar und setzte sich für Alters- und Pflegeheime, Strafvollzug, Kinderspielplätze, gerechte Löhne und Arbeitsbedingungen ein. Als Befürworter des selbstständigen Baselbiets war er Mitglied des Verfassungsrates in den sechziger Jahren.
Nach dem Tod seiner ersten Ehefrau zog er sich aus der Politik zurück und widmete sich vornehmlich nur noch seiner Lehrtätigkeit.

## Schriften (Auswahl)
- Alter und Aufkommen des Monotheismus in der israelitischen Religion. Berlin: Alfred Töpelmann, 1938.
- Gottesbund und Staat: der Staat im Alten Testament. Zollikon-Zürich, 1940.
- Simson – ein Retter Israels: eine Auslegung der Kapitel 13-16 des Richterbuches. Zürich: Zwingli-Verlag, 1940.
- Das Kommen des Reiches Gottes nach dem Alten Testament. Zürich Vereinigung "Freunde der Neuen Wege" 1943.
- Bruno Balscheit, Walther Eichrodt: Die soziale Botschaft des Alten Testaments für die Gegenwart. Basel: F. Reinhardt, 1944.
- Das Kommen des Reiches Gottes nach dem Alten Testament. Zürich: Walter Imbaumgarten, 1944.
- Der Gottesbund – Einführung in das Alte Testament. Zürich Zwingli 1945.
- Gerippe und Geist. Zürich Vereinigung "Freunde der Neuen Wege" 1948.
- Freiheit und Einheit. Zürich Vereinigung "Freunde der Neuen Wege" 1948.
- Geist, christlicher Glaube, Sozialismus: Gedanken über den Dienst des religiösen Sozialismus an der Christenheit und am Sozialismus. Zürich: Vereinigung der Freunde der "Neuen Wege", 1949.
- Bruno Balscheit, Robert Leuenberger, Ludwig Räber: Menschenbild und Erziehung. Zollikon: Evangelischer Verlag, 1959.